# 我們婦女
《我們婦女》（精確拼音：Kami, Perempuan）是1943年一部由爾敏·巴奈創作的獨幕劇。全劇共有六個登場人物，故事主要講述兩組夫妻的衝突——妻子認為丈夫不願意加入鄉土防衛義勇軍，形同懦夫；丈夫害怕妻子知道自己秘密加入鄉土防衛義勇軍之後，會有怎樣的反應。之後兩位男主角不顧女主角的父母警告，準備出發接受軍事訓練，還得到女主角的祝福。
本劇於荷屬東印度日佔時期完成，當時爾敏在雅加達工作，受僱於啟民文化指導所。和同期的劇作相似的是，《我們婦女》除了公開宣揚親日訊息，還注重於一般人經歷的日常問題。學術討論認為這部作品鼓吹男性加入軍隊，討好配偶，是一部親日的政治宣傳品；不過也有意見認為，這部劇本其實是在警告讀者不要接受鄉土防衛義勇軍是一支為印尼着想的軍事部隊。《我們婦女》一劇在1943年上演過無數次，後來又收入爾敏的劇作集。

## 故事大綱
馬赫穆德坐在客廳，看着一份上下顛倒的報紙，一副悵然若失的樣子。他的妻子阿米娜進來客廳，問他在做甚麼。聽到馬赫穆德回答說他在看報紙，阿米娜便擺正報紙，還取笑他。之後阿米娜又打斷他，於是馬赫穆德便離開住所。
阿米娜的父母進來，問馬赫穆德去哪兒了，阿米娜回答他們他「出去了」。阿米娜的妹妹詩麗來了，打斷他們的對話，還告訴他們她剛剛和未婚夫蘇波諾解除婚約。她的父母經過追問，得知波諾受人催促，加入剛剛成立的鄉土防衛義勇軍，卻拒絕了；詩麗寧願解除婚約也不願意嫁給一個懦夫，還說如果自己是男人，她一定會加入鄉土防衛義勇軍。阿米娜暗示馬赫穆德也拒絕加入。
阿米娜和母親離開客廳去照料阿米娜的孩子；詩麗留在客廳，兩姊妹的父親則繼續讀報。馬赫穆德進來了，悄悄地找詩麗幫忙，還告訴她自己在幾個星期前加入鄉土防衛義勇軍，當晚就要出門接受訓練，卻不肯定阿米娜的反應如何。詩麗說她會跟姊姊談談，叫馬赫穆德藏進衣櫥裏面。詩麗離開房間之後，蘇波諾和阿米娜從另一道門進來；蘇波諾不知道的是，自己的情況和馬赫穆德相似，阿米娜說自己會跟妹妹談談，叫他藏在桌子下面。
兩姊妹在客廳碰頭，談到如果伴侶出門參加鄉土防衛義勇軍，接受訓練的話，她們會怎樣想。詩麗嘲諷蘇波諾才不會有這樣的膽子，認為他辦不到；阿米娜對馬赫穆德也有同樣的想法。結果她們決定一起回答說，接受伴侶參加鄉土防衛義勇軍。馬赫穆德和一聽到她們這樣說，便離開藏身的地方，高呼「印尼的束髮萬歲！」他們都覺得興奮，詩麗和蘇波諾還準備舉行一場短促的婚禮。兩姊妹的父母知道女婿參加鄉土防衛義勇軍之後，卻感到惶恐。

## 登場人物
- 馬赫穆德——阿米娜的丈夫
- 阿米娜——馬赫穆德的丈夫，詩麗的胞姊
- 詩麗——阿米娜的妹妹，蘇波諾的未婚妻
- 蘇波諾——詩麗的未婚夫
- 阿米娜和詩麗的父母

## 寫作及出版過程

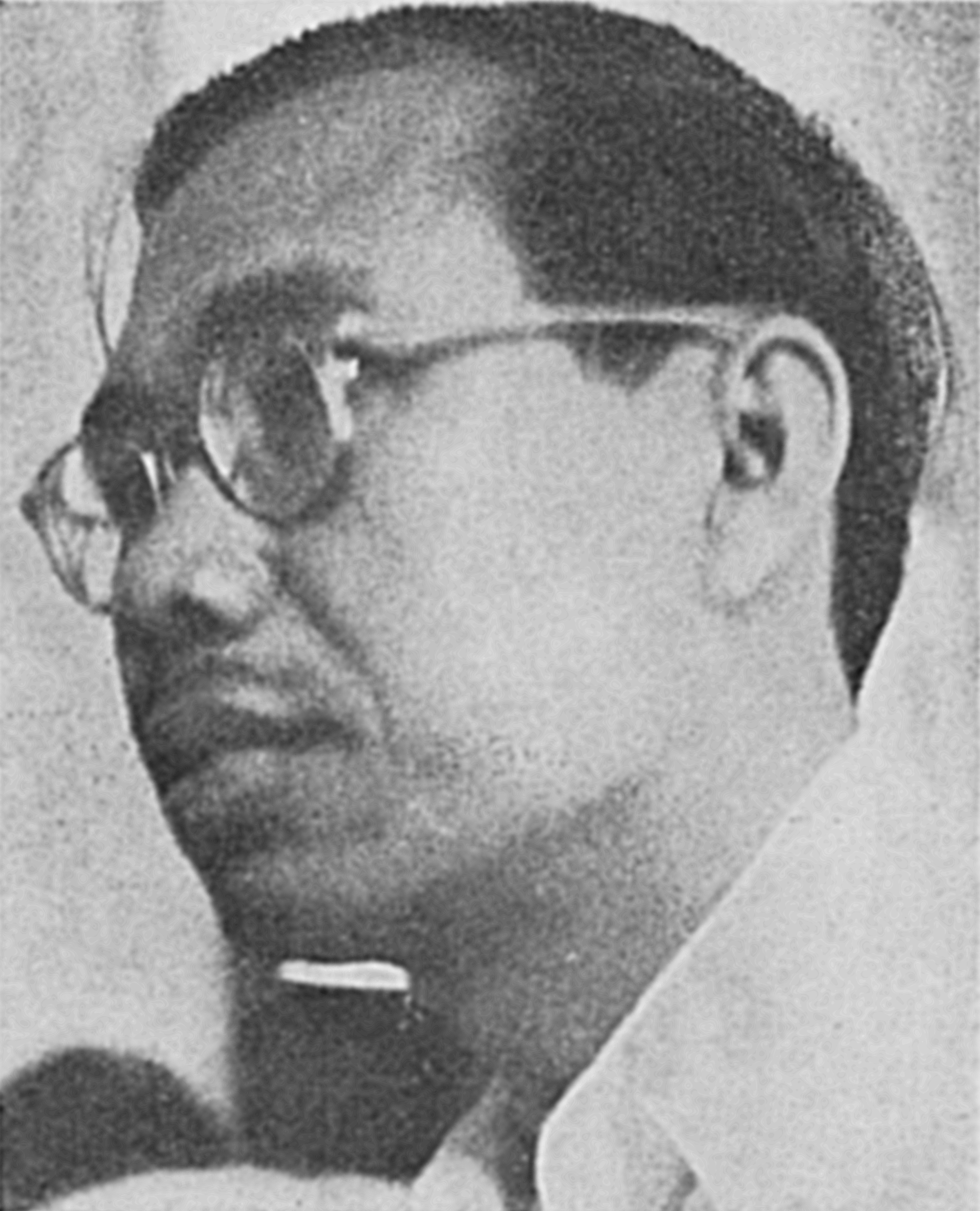
《我們婦女》的作者爾敏·巴奈

《我們婦女》由爾敏·巴奈撰寫，他生於蘇門答臘，既是記者也是作家。1942年荷屬東印度（今印度尼西亞）被日本佔領之前，巴奈曾於1933年創辦《新作家》月刊，並於1940年發表小說《枷鎖》，成為有名的文人。巴奈第一部舞台劇本《時代的畫像》在1937年5月面世，首次上映。
到了1942年，巴奈已經成為爪哇島其中一位重要的劇作家，與埃爾·哈金（原名阿布·哈尼法）、烏斯瑪爾·伊斯邁耳齊名。他們的劇作經常觸及政治議題、民族主義意識，以及生活環境（特別是傳統、道德和宗教）的影響。《我們婦女》主要講述日常活動，登場人物都是普通人，和過往從神話傳說取材，講述神怪事蹟的劇作大相徑庭。
1943年4月1日，啟民文化指導所在雅加達成立，負責建立親日、親大東亞共榮圈的文化；巴奈擔任文藝科科長。劇作家開始創作大量劇本，宣揚大日本帝國的理想，例如拉登·阿里芬撰寫劇本《亞洲之王》，D·蘇拉吉和朝鮮人許泳（日文名日夏英太郎）也撰寫過類似的劇作。
1943年，《我們婦女》在雅加達首次上演，同年這套劇目還在雅加達和爪哇島其他地方上演過很多次。1950年巴奈把這部劇作錄入自己的劇作集《貌柔質剛》，並於同時刪除鄰居探望主角一家人，和他們對話的情景，因為巴奈認為這一幕令故事虎頭蛇尾，刪掉以後劇情反而更能對應標題。另外他還作出另一項較小的修訂，刪去二戰期間日本敵國的名稱。

## 題材
印尼文學評論家文·斯里·烏瑪雅蒂（Boen Sri Oemarjati）認為《我們婦女》是一部愛情劇，展示出印尼人民的力量和氣慨；總結全劇的時候，她卻認為這是一部政治宣傳品，還認為這部劇作想傳達的訊息是「婦女具備束髮的精神，還希望自己的丈夫同樣具備雄壯的氣慨」，要達到這個目的，她們的丈夫就一定要加入鄉土防衛義勇軍。印度尼西亞大學的M·尤素夫（M. Yoesoef）同樣認為這部劇作是宣傳工具，注重於婦女為國家着想，把愛人奉獻給鄉土防衛義勇軍這個題材。
加查馬達大學的克里斯·伍德里奇（Chris Woodrich）反而認為這部劇作的目的是暗中警告讀者鄉土防衛義勇軍沒有民族主義特質。他認為，從巴奈在啟民文化指導所擔任的職務可見，巴奈應該知道日本佔領地政府成立鄉土防衛義勇軍的最終目的是在有需要的時候保衛印尼群島，抵抗盟軍的進攻；還認為這項訊息之所以要以隱晦的方式傳達，是因為作者受限於自己的身分和日本佔領地政府嚴密的審查政策。伍德里奇指出阿米娜的父親本來是荷蘭殖民政府的僱員，還認為他之所以反對女婿加入鄉土防衛義勇軍看來是為了說服他們留在家裏既安全又舒服，其實那是出於自己對殖民心態（以及隨之而來的心理操控）的理解；文中他只能以隱晦的字眼提出反對，因為他也害怕日本佔領地政府。

## 備註
1. ↑  劇情大綱根據印刷本改寫而成。
2. ↑  原文：「Wanita-wanita jang bersemangat Srikandi, dengan sendirinja menginginkan suaminjapun sedjantan hati mereka.」